# تهومبارا
تهومبارا (به لاتین: Thumbara) یک منطقهٔ مسکونی در سری‌لانکا است که در استان مرکزی (سری‌لانکا) واقع شده‌است.